# Novonor
Novonor S.A. (tidligere Odebrecht) er et brasiliansk konglomerat med hovedkvarter i Salvador, Bahia. De har virksomhed indenfor byggeri og anlæg, kemi, energi, fast ejendom, infrastruktur og industri. Virksomheden blev etableret i 1944 i Salvador af Norberto Odebrecht. Væsentlige datterselskaber er Norberto Odebrecht Construtora og Braskem. Novonor har 47.800 ansatte.